# مقاطعة هاملين (داكوتا الجنوبية)
هاملين (بالإنجليزية: Hamlin)‏ هي إحدى مقاطعات ولاية داكوتا الجنوبية في الولايات المتحدة الأمريكية.